# Gerlin Naisson
Gerlin Naisson (* 17. Oktober 1978) ist eine estnische Fußballspielerin.
Naisson spielte unter anderen für den Pärnu JK. Für die Nationalmannschaft Estland bestritt sie bisher 27 Länderspiele.